# André Leipold
André Leipold (* 12. listopadu 2001) je německý profesionální fotbalista, který hraje na pozici útočníka za český klub FK Pardubice.

## Kariéra
Leipold je mládežnickým produktem klubů TV Altötting, Red Bull Salzburg, Bayern Mnichov, SpVgg Unterhaching, DFI Bad Aibling, a Wacker Burghausen. V mládí byl pouličním fotbalistou, svou seniorskou kariéru začal v týmu Wacker Burghausen v Regionalliga, kde ve 23 zápasech vstřelil 9 gólů. To mu v lednu 2022 vyneslo přestup do Darmstadtu 98, kde podepsal smlouvu do roku 2025. Svůj profesionální debut si odbyl v Darmstadtu jako střídající hráč v 60. minutě při výhře 3:1 nad 1. FC Norimberk ve 2. Bundeslize 9. dubna 2022, kde si v nastavení vstřelil vlastní gól.
Dne 10. ledna 2023 byl Leipold zapůjčen do týmu Würzburger Kickers.
Dne 13. července 2023 oznámil Darmstadt Leipoldův přestup do SV Lafnitz v Rakousku.
Dne 12. července 2024 podepsal Leipold smlouvu s českým prvoligovým klubem FK Pardubice.